# Шаси (Јон)
Шаси (фр. Chassy) насеље је и општина у источном делу централне Француске у региону Бургоња, у департману Јон која припада префектури Осер.
По подацима из 2011. године у општини је живело 468 становника, а густина насељености је износила 28,45 становника/km². Општина се простире на површини од 16,45 km². Налази се на средњој надморској висини од 119 метара (максималној 242 m, а минималној 116 m).

## Демографија
| 1962. | 1968. | 1975. | 1982. | 1990. | 1999. | 2011. |
| ----- | ----- | ----- | ----- | ----- | ----- | ----- |
| 327   | 365   | 325   | 317   | 360   | 376   | 468   |

График промене броја становника у току последњих година